# Herman Thomas Bianchi

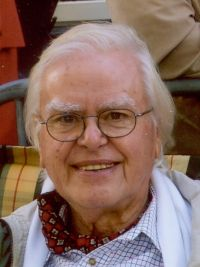
Herman Thomas Bianchi

Herman Thomas Bianchi (Rotterdam, 14 december 1924 – Leeuwarden, 30 december 2015) was een Nederlands criminoloog. Hij studeerde Nederlands en geschiedenis aan de Universiteit van Amsterdam en Rechten aan de Vrije Universiteit (VU) in Amsterdam. Bianchi promoveerde in 1956 cum laude in de rechtswetenschappen aan de VU op het thema “Position and subject-matter of criminology”. Na zijn pensionering heeft hij nog enkele jaren, als bijzonder hoogleraar criminologie, gedoceerd aan enkele universiteiten in de Verenigde Staten en Canada.

## Carrière
Bianchi heeft zich in zijn wetenschappelijk werk, vrijwel van meet af aan, gewijd aan een bestrijding van het huidige strafrechtelijke systeem en het gevangeniswezen. Deze keuze had deels ook zijn oorsprong in een persoonlijke ervaring. In het laatste oorlogsjaar was hij een aantal maanden opgesloten geweest in het concentratiekamp in Amersfoort. In het najaar 1944 werd hij daaruit bevrijd door een actie van het Zweedse Rode Kruis. De ervaring van die vreselijke gevangenschap heeft een grote impact gehad op zijn studiekeuze. Tijdens zijn rechtenstudie besloot hij zich voortaan te wijden aan een ander en beter misdaadrecht. Hij beschreef dat criminologen zich veel meer moeten wijden aan de bestrijding van het wrede opsluiten van misdadigers in gevangenissen en dat laatste moet leren zien als daden van contraproductieve geldverspilling. Strafrecht en gevangenisstraf zijn volgens Bianchi niet doeltreffend in de bestrijding van misdaad en vormen in feite niets anders dan, op een domme, vulgaire manier, 'kwaad met kwaad vergelden'. 
Wat hem het meest heeft geërgerd is dat juist ook de christelijke politieke partijen, van wie je volgens hem beter had mogen verwachten, het strafrecht meestal sterk verdedigd hebben, terwijl dit rechtssysteem in zijn ogen een dagelijkse verkrachting is van het door hen die beweren christen te zijn, zo bewonderde Evangelie, in het bijzonder de Bergrede. Een strafsysteem waarin oude evangelische begrippen als berouw en vergiffenis geen enkele rol krijgen. Gevangenissen zijn in Bianchi’s optiek kortzichtige opleidingsinstituten voor criminaliteit, waar oudere criminelen aan jongeren vertellen hoe ze het de volgende keer slimmer kunnen doen. Het is begrijpelijk dat terugval in criminaliteit na bestraffing, het zogenaamde recidivisme, bijna 80 procent beloopt. Geen wonder, stelt Bianchi, want het is moeilijk werk te vinden als je in de gevangenis gezeten hebt. Natuurlijk moeten zeer gevaarlijke criminelen worden opgesloten en dat blijven tot psychiatrische therapie hen hopelijk heeft kunnen bevrijden van hun gevaarlijke dwanggedachten. Maar die zeer gevaarlijke daders vormen maar een gering percentage van de huidige gevangenisbevolking.

## Inspiratie
Bianchi maakte uitvoerig studie van de geschiedenis van het misdaadrecht. Daarbij vond hij het voor hedendaagse criminologen en politici vaak nuttiger om de Bijbelse 'Bergrede' te lezen en het werk te bestuderen van de grote filosofen in onze cultuur, van Plato tot Michel Foucault, omdat die vaak zinnigere dingen zouden zeggen over misdaad en de omgang met misdadigers, dan velen van de huidige criminologen. Soms werd hij op grond hiervan 'criminosoof' genoemd in plaats van criminoloog.

## Onderzoek
Bianchi heeft ook onderzoek gedaan bij indianen in Noord-Amerika (de Mohawks), waar op hun reservaten tot op de huidige dag de idee van een strafrechtelijke organisatie ontbreekt en waar daders met de slachtoffers kunnen onderhandelen tot oplossing van het conflict, indien nodig onder deskundige leiding. Bij weigering, zo vertelde een stamhoofd aan Bianchi, gaan de boeven maar naar de 'Yankees', en daar kunnen ze 175 tot 350 jaar gevangenisstraf krijgen. In Nederland is de mogelijkheid tot zogenaamde 'compositie' pas opgeheven door de Bataafse Republiek op het eind van de 18e eeuw. Daarvoor in de plaats zijn het, door het bewind van Napoleon ontworpen, strafrecht en strafprocesrecht gekomen als overheidsreactie op misdaad die wij, behoudens enkele niet-essentiële veranderingen, tot op de huidige dag zijn blijven toepassen in Nederland, België en Frankrijk. Misdaad wordt bij ons sedertdien gezien als een conflict tussen staat en dader en niet meer tussen slachtoffer en dader. Men is toen ook meteen veel nieuwe grote gevangenissen gaan bouwen, om zo veel mogelijk boeven lang op te kunnen sluiten. Elke vorm van 'herstelrecht' was daarmee verdwenen.

## Gevangenissen
Gevangenissen zijn volgens Bianchi universiteiten voor criminaliteit. Jonge criminelen leren daar van de ouderen het criminele vak. Hij onderbouwt dit standpunt met recidive-cijfers. Gevangenissen zouden alleen geoorloofd moeten zijn, stelt Bianchi, in het geval van uiterst gevaarlijke, onverbeterlijke criminelen en ten aanzien van hen die van wedergoedmaking geen gebruik willen maken. Deze theorie werkt hij uit in zijn studie Justice as Sanctuary; Toward a new System of Crime Control.
In 2008 reageert hij op de actuele discussie over de levenslange vrijheidsstraf in Nederland met een artikel in het dagblad Trouw "Middeleeuws strafrecht was menselijker dan nu"

## Herstelrecht
De laatste jaren is in Nederland en elders de belangstelling voor "herstelrecht" sterk toegenomen. Dit houdt in dat men anders dan in het huidige strafrecht en het strafproces, de misdaad niet meer ziet als een conflict tussen staat en dader, maar tussen slachtoffer en dader. Men stuurt dus aan op een zeer belangrijke rol voor het slachtoffer in het rechtsproces om te bereiken dat de menselijke en sociale schade die door het misdrijf is ontstaan, kan worden verminderd en hersteld. In het Engels spreekt men dan van "restorative justice". Er bestaat ook al enkele jaren een "Tijdschrift voor Herstelrecht". Bianchi wilde door zijn wetenschappelijk onderzoek tot deze ontwikkeling bijdragen. Volgens hem moest de term "straf" uit onze juridische terminologie verdwijnen en worden vervangen door de term "herstel". Wat het Nederlands recht volgens Bianchi nodig heeft, is een "Wetboek voor Herstelrecht", ter vervanging van de contraproductieve, volgens Bianchi "domme", vergeldingswetboeken van strafrecht en strafprocesrecht. Sedert kort bestaat er een "Bianchi Prijs voor Herstelrecht" die elke twee jaar uitgereikt kan worden aan wetenschappers die zich inzetten voor een ethisch en moreel hogere en meer effectieve herstelrechtelijke bestrijding van de criminaliteit.

## Trivia
De romanfiguur Karel Ravelli uit de romancyclus Het Bureau van J.J. (Han) Voskuil is gebaseerd op de persoon van Herman Bianchi.

## Belangrijkste publicaties
- Ethiek van het straffen, uitg. Callenbach, Nijkerk (1964)
- Stigmatisering (1971)
- Basismodellen in de criminologie (1979)
- Tussen misdaad en straf: aspecten van strafvervolging (met anderen), uitg. Nijkerk (1981)  ISBN 90-266-1704-6
- Gerechtigheid als vrijplaats - de terugkeer van het slachtoffer in ons recht, uitg. Ten Have, Baarn (1985) ISBN 90-259-4229-6
- Abolitionism : towards a non-repressive approach to crime : proceedings of the second international conference on prison abolition, Amsterdam 1985 (red. met René van Swaaningen), uitg. Free University Press, Amsterdam (1986) ISBN 90-6256-179-9
- Justice as Sanctuary; Toward a new System of Crime Control (1992)
- Politiek en criminaliteit : op zoek naar het haalbare, uitg. Kok, Kampen (1992) ISBN 90-242-6614-9